# Patinação artística nos Jogos Pan-Americanos de 2015 - Masculino
A competição masculina da patinação artística sobre rodas nos Jogos Pan-Americanos de 2015 foi disputada por oito patinadores no Direct Energy Centre nos dias 11 e 12 de julho. O brasileiro Marcel Stürmer se tornou tetracampeão pan-americano da competição e o primeiro atleta brasileiro a conseguir ganhar quatro medalhas de ouro no evento continental.

## Calendário
Horário local (UTC-4).
| Data        | Horário | Fase                 |
| ----------- | ------- | -------------------- |
| 11 de julho | 19:06   | Programa curto       |
| 12 de julho | 19:04   | Programa longo Final |

## Medalhistas
| Ouro   | BRA Marcel Stürmer  |
| Prata  | USA John Burchfield |
| Bronze | COL Diego Luque     |

## Resultados
| Pos.              | Patinador         | País                     | Programa curto | Programa longo | Total |
| ----------------- | ----------------- | ------------------------ | -------------- | -------------- | ----- |
| Medalha de ouro   | Marcel Stürmer    | BRA Brasil               | 133,4          | 134,2          | 536,0 |
| Medalha de prata  | John Burchfield   | USA Estados Unidos       | 127,0          | 126,0          | 505,0 |
| Medalha de bronze | Diego Luque       | COL Colômbia             | 127,4          | 123,1          | 496,7 |
| 4                 | Anibal Frare      | ARG Argentina            | 129,1          | 121,6          | 493,9 |
| 5                 | Victor Lopez      | PAR Paraguai             | 120,2          | 115,4          | 466,4 |
| 6                 | Luis Reina        | MEX México               | 105,2          | 109,1          | 432,5 |
| 7                 | Anthony Gutierrez | DOM República Dominicana | 95,1           | 95,6           | 381,9 |
| 8                 | José Luis Diaz    | CHI Chile                | 116,2          |                | 116,2 |